# Куприянов, Борис Александрович
Борис Александрович Куприянов (род. 25 сентября 1972, Москва) — российский публицист, один из соучредителей московского книжного магазина «Фаланстер», одноименных книжных магазинов в арт-пространствах «Винзавод» и «Гараж», книжного магазина «Циолковский», открытого в здании Политехнического музея, программный директор Международного московского открытого книжного фестиваля и член экспертного совета Международной ярмарки интеллектуальной литературы «Non/fiction».

## Краткая биография
В 1995 году окончил Московский авиационный институт, факультет «Радиоэлектроника летательных аппаратов». В 1999 году устроился продавцом в книжный магазин «Гилея».
В 2002 году стал одним из соучредителей книжного магазина «Фаланстер». Магазин является кооперативом, все его сотрудники считаются равными, позиции директора не существует. Тем не менее, Борис Куприянов часто фигурирует в средствах массовой информации как директор магазина. Борис Куприянов также является организатором магазина «Фаланстер» в центре современного искусства «Винзавод» и магазина интеллектуальной литературы в центре современной культуры «Гараж».
В 2009 и 2010 годах являлся программным директором Международного московского открытого книжного фестиваля. 
С 2011 по 2013 занимался формированием ассортимента лондонского магазина русской литературы «Слова», входящем в британскую сеть сеть книжных магазинов Waterstones.
С 2012 по 2015 годы был заместителем директора, директором Московского библиотечного центра, совместно с Сергеем Капковым занимался реформой московских библиотек.
С 2016 года – директор сетевого издания о чтении книг «Gorky.media».
В 2019 году был членом жюри литературной премии  «Лицей».
Член экспертного совета ярмарки «Non/fiction». 
Член Литературной академии (жюри) Национальной литературной премии «Большая книга».

## Позиция и убеждения
Куприянов - идейный сторонник социализма и анархизма, магазин «Фаланстер» первоначально был организован на социалистических принципах.

## Награды
- Премия Правительства РФ в области средств массовой информации за 2019 год в размере 1 млн руб — За создание и продвижение сетевого издания «Горький», активную деятельность по формированию «литературного Интернета», популяризации отечественной литературы и пропаганде чтения[18].